# Unijerina
Unijerina este un sat din comuna Kotor, Muntenegru. Conform datelor de la recensământul din 2003, localitatea are 20 de locuitori (la recensământul din 1991 erau 33 de locuitori).

## Demografie
În satul Unijerina locuiesc 20 de persoane adulte, iar vârsta medie a populației este de 54,1 de ani (46,4 la bărbați și 64,6 la femei). În localitate sunt 8 gospodării, iar numărul mediu de membri în gospodărie este de 2,50.
Populația localității este foarte eterogenă.
|  |

| Demografie | Demografie | Demografie |
| An         | Locuitori  | Locuitori  |
| ---------- | ---------- | ---------- |
|            |            |            |
|            |            |            |
|            |            |            |
|            |            |            |
| 1948       | 80         |            |
| 1953       | 83         |            |
| 1961       | 74         |            |
| 1971       | 63         |            |
| 1981       | 42         |            |
| 1991       | 33         | 33         |
| 2003       | 20         | 20         |

| \| Componența etnică conform recensământului din 2003[2] \| Componența etnică conform recensământului din 2003[2] \| Componența etnică conform recensământului din 2003[2] \| Componența etnică conform recensământului din 2003[2] \| Componența etnică conform recensământului din 2003[2] \| \| ----------------------------------------------------- \| ----------------------------------------------------- \| ----------------------------------------------------- \| ----------------------------------------------------- \| ----------------------------------------------------- \| \| \| \| \| \| \| \| Sârbi \| Sârbi \| \| 11 \| 55% \| \| Muntenegreni \| Muntenegreni \| \| 8 \| 40% \| \| necunoscută \| necunoscută \| \| 0 \| 0% \| |              |  |    |     |
| Componența etnică conform recensământului din 2003 |              |  |    |     |
| |              |  |    |     |
| Sârbi | Sârbi        |  | 11 | 55% |
| Muntenegreni | Muntenegreni |  | 8  | 40% |
| necunoscută | necunoscută  |  | 0  | 0%  |